# Michael Bennett (Americanfootballspeler)
Michael Bennett Jr. (Independence, Louisiana, 13 november 1985) is een Amerikaans voormalig Americanfootballspeler voor de Seattle Seahawks, de Tampa Bay Buccaneers, de Philadelphia Eagles, de New England Patriots en de Dallas Cowboys in de National Football League. Hij won in 2014 de Super Bowl. Hij nam drie keer deel aan de Pro Bowl.